# Mercat Central de Florència
El Mercat central de Florència (en italià: Mercato Centrale di Firenze; també anomenat Mercato di San Lorenzo o Mercat de Sant Llorenç) és un espai comercial ubicat a Florència que es troba entre la via dell'Ariento, la via de Sant'Antonino, la via de Panicale i la Piazza del Mercato Centrale (plaça del mercat central). És un dels resultats de l'època del renaixement (risanamento), el període en què Florència va ser la capital d'Itàlia a la fi del segle xix.
Amb el creixement de la població i la destrucció del vell mercat per donar pas a la Plaça de la República, el mercat de la Loggia del Porcellino ja no era suficient per a la ciutat pel que es van planificar 3 espais coberts: San Lorenzo, el mercat de Sant Ambrosio, i un tercer a Sant Frediano, aquest mai es va realitzar.